# TISPAN
Telecoms & Internet converged Services & Protocols for Advanced Networks (TISPAN) est le comité technique de l'ETSI chargé de la standardisation des réseaux de nouvelle génération (NGN) et de leur interfonctionnement avec les réseaux et services téléphoniques existants. Il a été fondé en 2003. Par abus de langage ce terme désigne également l'architecture de ces réseaux telle que définie par ce comité.